# خسیس

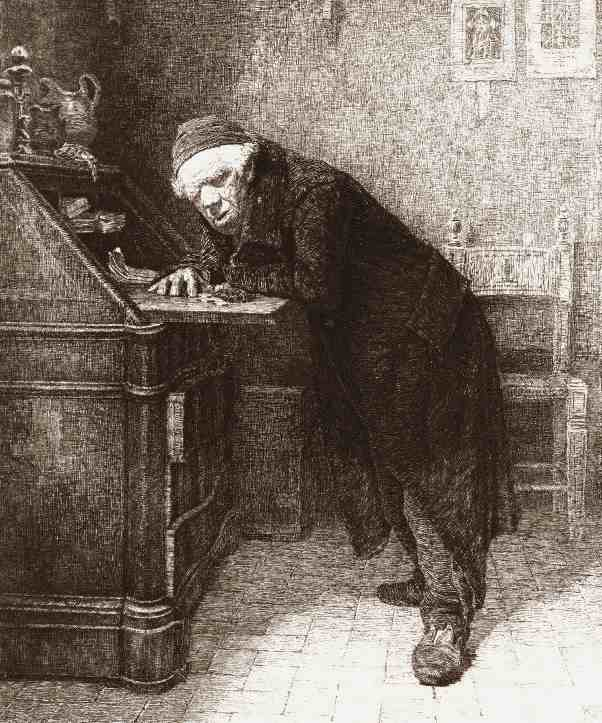
حکاکی پرتره خسیس توسط آنتونیو پیچینی.

خسیس (انگلیسی: Miser) فردی است که برای احتکار پول یا سایر اموال، از خرج کردن اکراه می‌کند و گاه به حدی می‌رسد که حتی از امکانات اولیه و برخی نیازها چشم‌پوشی می‌کند. اگرچه گاهی از این کلمه برای توصیف هر کسی که با پول خود بدجنس است، به‌طور بی‌رویه استفاده می‌شود، اما اگر چنین رفتاری با لذت بردن از چیزی که پس‌انداز می‌شود همراه نباشد، به درستی خسیس نیست.
خسیس‌ها به عنوان منبعی پربار برای نویسندگان و هنرمندان در بسیاری از فرهنگ‌ها بوده‌اند.